# Wayne Thiebaud
Morton Wayne Thiebaud, conegut com a Wayne Thiebaud, (Mesa, Arizona, 15 de novembre de 1920 - Sacramento, 25 de desembre de 2021) fou un pintor estatunidenc, conegut per les seves pintures acolorides d'objectes quotidians (pastissos, gelats, llaunes de pintura, llapis de llavis, etc.) així com pels seus paisatges i retrats. Thiebaud s'associa amb el moviment del pop art, tot i que les seves obres dels anys 50 i 60 del segle XX antedaten les dels pintors clàssics del pop art. Thiebaud utilitza pigments forts i colors exagerats amb ombres ben marcades com sovint es troben en la publicitat.

## Vida
Thiebaud nasqué a Mesa, fill de Morton i Alice Thiebaud, però la família es traslladà a Califòrnia un any després. Un estiu treballà a als Estudis Walt Disney dibuixant "in-betweens". Va treballar com a dibuixant de còmics i de publicitat i de 1942 a 1945 serví a les forces armades, en una unitat destinada al dibuix i disseny. El 1949 es matriculà al San Jose State College (actualment, San Jose State University) i després al Sacramento State College (actualment California State University, Sacramento), on es graduà el 1951 i rebé el màster el 1952. Fou professor al Sacramento City College i des de 1960 a la Universitat de Califòrnia a Davis, on restà fins a la jubilació i més tard com a professor emèrit. Thiebaud es casà dos cops i tingué quatre fills, entre els quals la model Twinka Thiebaud (n. 1946) i el galerista Paul Thiebaud (1960-2020)

## Obra
El 1960 feu la primera exposició en solitari al Museu d'Art Modern de San Francisco, exposà també en galeries de Nova York, però el seu treball no rebé tanta atenció fins al 1962 en l'exposició a la Sidney Janis Gallery de Nova York que marcà l'inici del pop art. El seu marxant fou Allan Stone (1932–2006) fins a la mort d'aquest; el succeí en aquesta funció el seu fill Paul Thiebaud.
El 1962, l'obra de Thiebaud va ser inclosa, junt amb la de noms com Roy Lichtenstein, Andy Warhol, Jim Dine, Phillip Hefferton, Joe Goode, Edward Ruscha, i Robert Dowd, a l'exposició trencadora "New Painting of Common Objects" curada per Walter Hopps al Museu d'Art de Pasadena (actualment Norton Simon Museum de Pasadena).
La seva obra sovint representa objectes quotidians en sèrie, pintats amb colors brillants i ombres molt marcades sobre un fons neutre. Pintà també figures humanes, amb un estil similar, i paisatges urbans en un estil hiperrealista.

### Selecció de títols
- 1961 Drink Syrups
- 1961 Pies, Pies, Pies
- 1962 Around the Cake
- 1962 Bakery Counter
- 1962 Confections
- 1962 Candy Machine
- 1963 Display Cakes
- 1963 Cakes
- 1963 Girl with Ice Cream Cone
- 1964 Three Strawberry Shakes
- 1964 Eight Lipsticks
- 1964 Man Sitting - Back View
- 1964 Lemon Cake
- 1966 Powder With Puff
- 1968 Coloma Ridge
- 1970 Seven Suckers
- 1971 Four Cupcakes
- 1975 Shoe Rows
- 1976 Potrero Hill
- 1977 24th Street Intersection
- 1981 Hill Street (Day City)
- 1987 Two Paint Cans
- 1991 The Three Cows
- 1992 Thirteen Books
- 1993 Apartment View
- 1993 Coastline (Placa personal de matrícula de cotxes de Califòrnia, venuda per a recollir fons per a l'art)[6][7]
- 1996 Farm Channel
- 1999 Reservoir
- 2000 Clown Cones
- 2002 Jolly Cones (Ice Cream Cones)
- 2008 Three Ice cream Cones
- 2010 The Google 12th Birthday Cake
- 2010 Tulip Sundae

## Reconeixement
Entre d'altres, Thiebaud rebé el 1994 la Medalla Nacional de les Arts en el mandat del president Clinton. També rebé el "Lifetime Achievement Award for Art" (premi a la trajectòria de tota la vida) de l'Acadèmia Americana del Disseny el 2001, i fou inclòs en el Hall of Fame de Califòrnia (California Museum de Sacramento) el 2010. El 2013 li va ser concedit el "California Art Award" per la seva contribució a situar el nom de Califòrnia en el món de l'art.
El 2019, la venda de l'obra Encased Cakes(2011) a Sotheby's per 8,46 milions de dòlars establí un rècord per a Thiebaud. Però el 2020 aquest rècord fou superat amb la venda de Four Pinball Machines (1962) per 19.135.000 dòlars a New York en una subhasta a Christie's.
En el dotzè aniversari de Google, aparegué un "doodle" de Thiebaud en forma de pastís d'aniversari.